# 促音
促音（そくおん）は、日本語の発音で、長子音（の前半部分の1モーラ）を指す。詰まる音ともいう。
かな表記では、「っ」「ッ」で表され、1モーラとして数えられる。ただし、単独では成立せず、通常、3モーラを構成する真ん中の要素としてのみ存在する。

## 表記
- 仮名ではつ、ツで書き表され、普通の「つ」と区別するため、一般に「っ」、「ッ」のように小さく書かれる[注 2]。
- 平安時代末期 (12世紀) に表記法が確立するにいたるまでにはさまざまな異表記があり、「レ」のような符号や「む」「う」であらわしたり、無表記であったりした[1]。
- ローマ字では、後続の子音字を重ねて書く。ただし、ヘボン式において ch が後続する場合には、tch とする。子音字が後続しない場合の書き方はない。
  - 例：あった = atta 、あっち = atti/acchi/atchi
- 音韻論上の音素記号では /Q/ で表される。
- 本来普通の「つ」「ツ」で綴られているものを促音記号と混同したことが原因と思われる誤記・誤発音が慣用化している単語がある。
  - かつて（曽て・嘗て）→かって
  - カムチャツカ→カムチャッカ
  - ウォツカ（ウォトカ）→ウォッカ

## 発音
促音は、音節として分析すれば、長子音の前半部分を1モーラとして切り取ったものである。すなわち、
- 次のモーラの子音が破裂音の場合、次の破裂音の前半の閉鎖を持続し、次の子音と合わせて長子音を構成する。
- 次の子音が摩擦音の場合、次の子音と合わせて持続時間の長い摩擦音を構成する。
- 後に音が続かない場合には、前の母音の構えのまま息を止めるか、または声門その他の任意の調音点で声道を完全に閉鎖して開放しない無音の状態、即ち内破音とする。

通常、次に側音や鼻音、はじき音、半母音、母音が続くことはないが、稀にそのような発音を要求される場合は、側音なら摩擦音の場合と同様に持続時間の長い側音（長子音）を構成するか、または次の側音の構えのまま声門を閉鎖する無音状態とし、声門を開放すると同時に次の側音を発する。この後者の場合は、次に来る側音を「声門破裂を伴う側音」とし、促音が「声門破裂を伴う側音」の前半の閉鎖持続部分を構成し、その後、後半の開放部分を発音したことになる。また、次の音が鼻音、はじき音、半母音、母音の場合も上記の後者の場合と同様の方法で発音される。
促音が語頭に現れること（「ッア」など）はまれであるが、その場合も以上述べたすべての方法が準用される。
なお、次の音が摩擦音以外である場合の促音を内破音であるとする考え方も成り立つが、上記のように長子音を構成するとする考え方のほうが、次の音が摩擦音である場合を含めて促音を統一的に説明できる点で、より合理的と考えられる。
促音は母音を持たず、また前後の音より「きこえ度」が高くなることがないので、単独で音節を構成したり、音節の主体（音節主音）になることはない。
国際音声記号では次のモーラ
の子音と合わせて、子音に長音記号の [ː] を付けるか、子音を二つ重ねて表記する。破裂音で子音を二つ重ねて表記する場合、前の子音に閉鎖を開放しないことを表す [ ̚ ] を付けることも多い。
- 来て - [kʲite]
- 切手 - [kʲitːe] / [kʲitte] / [kʲit̚te]
- アサリ - [asaɾʲi]
- あっさり - [asːaɾʲi] / [assaɾʲi]

## 外来語
漢語において、古代中国語の声調の一つである入声（音節末子音が内破音 [k̚] 、[t̚]、[p̚]であるもの。漢字音における音読みでは、-i か-u の母音が挿入され、多くは字音仮名遣で「キ・ク・チ・ツ・フ」で終わる）が、無声子音（カ・サ・タ行）の前にある場合に、基本的に促音となる。無声子音ハ行の前であると、後続する漢字音をパ行の音に変え促音となって接続する場合が多い。
| 親字 | 推定中古音 | 呉音   | 漢音   | 促音が生じる例                                       |
| ---- | ---------- | ------ | ------ | ---------------------------------------------------- |
| 学   | [ɣwɑk]     | ガク   | カク   | 学校（がっこう）                                     |
| 直   | [ʈɨk]      | ジキ   | チョク | 直角（ちょっかく）                                   |
| 赤   | [t͡ɕʰiek̚˥˩] | シャク | セキ   | 赤口（しゃっく）、赤旗（せっき）                     |
| 仏   | [but]      | ブツ   | フツ   | 仏教（ぶっきょう）、仏法（ぶっぽう）                 |
| 八   | [pæt]      | ハチ   | ハツ   | 八卦（はっけ）、八百（はっぴゃく）                   |
| 合   | [ɣʌp]      | ゴフ   | カフ   | 合算（がっさん）、合併（がっぺい）、合戦（かっせん） |
| 十   | [dʑip]     | ジフ   | シフ   | 十個（じゅっこ、古くは「じっこ」）、十方（じっぽう） |

促音に類似した音素・音結合はラテン語・イタリア語等の欧州地域の一部、及び朝鮮語、広東語、閩南語、ベトナム語、呉語などの入声を保存している東アジア地域に分布している。
しかし、それに相当するものがない英語などに由来する外来語でも、日本語で発音・表記する際に促音が用いられることがある。特にもともと短母音＋1破裂音または破擦音で終わっていたものは、日本語では促音＋1音節という形で表されることが多い（ビット、カップなど）。ただし、日本語には促音＋濁音という音結合がなかったため、この場合には促音＋清音という形に変化すること（バッグをバック、バッヂをバッチというなど。）や、促音を用いないこと（ジョブ、キャブなど）も多い。英語などの原音のつづりで同じ子音字が2連続する場合、発音は単子音だが促音を入れることが多い（例：Shopping ショッピング）。同じ語に両方用いることもある（例えば人名「ウェッブ」または「ウェブ」を参照）。
逆に、イタリア語など原音で促音と同様の音結合がある場合でも、英語などの促音を持たない言語を介した外来語になっている場合などは促音を省略して表されることもある。（例：カフェラテ、caffe latte; カッフェラッテ）

## 促音に関する事項
「拗促音」という言葉があるように、拗音と同じように小書き仮名を用いる。しかし、拗音の小書き仮名が単独でモーラを構成しない（その前の大きく書かれた文字とともに一つの発音を示す）のに対し、促音は単独でモーラを構成するので、全く異なる概念である。